# مقاطعة دوغلاس (ميزوري)
مقاطعة دوغلاس (بالإنجليزية: Douglas County)‏ هي إحدى المقاطعات في ولاية ميزوري في الولايات المتحدة الأمريكية.

## أعلام
- بيري جاكسون